# Újváros (Eperjes-Árpádhalom)
Újváros Eperjes külterületi településrésze (Nagykirályság) és a tőle délre eső, Árpádhalomhoz tartozó tanyacsoport ma is használt, történelmi elnevezése.

## Fekvése
A 4642-es és 4446-os út kereszteződésétől keletre, a 4642-es út északi- és déli oldalán mintegy 500-1000 méterre terjed ki. Északon Eperjes (egykoron Kiskirályság) külterületi településrésze, Nagykirályság fekszik. Délen, a 4446-os út mentén, öt tanyából álló tanyacsoport található.

## Történelme
Egyes források szerint a honfoglalás után a terület a Szente Mágócs nemzetség egy részének szálláshelye volt (egy másik részük Baranyában telepedett le). Erre utalnak a Szentetornya és (Nagy)mágocs helységnevek. A környéken több árpád-kori település nyomát is megtalálták. Ezek javarészt a tatárjárás idején elpusztultak. A Mágócsiak a 14. század folyamán telepítettek le Hódmezővásárhelyieket Újváros területére, akikkel új várost terveztek alapítani. Első említése egy 1508-as keltezésű oklevélből való. Ekkor a csanádi káptalan birtoka volt. 1552-ben már Mágócsy Gáspár kezén van, majd a templommal is rendelkező, népes falut 1596-ban (a Tizenötéves Háború alatt) az összes környékbeli faluval együtt a törökök tatár segédcsapatai elpusztították. Ezután a térképeken "Puszta Ujvaros"-ként jelölik.
A terület 1702-ben III. Károly Schlick Lipót tábornoknak adományozta, aki 1722-ben eladta gróf Károlyi Sándornak. A Károlyiak a következő évtizedekben a nagymágocsi birtokaik északi részének igazgatására uradalmi központokat építettek ide. A déli rész lett Kis Újvárosi Puszta, Kis Újváros Major központtal, az északi a Nagy Újvárosi Puszta, a Nagy Újvárosi Majorral. Időközben a Fábiánsebestyént és Bánfalvát összekötő út túloldalán egy másik uradalmi központ, Kiskirályság is kialakult. A 19. század folyamán két további kúriát is kialakítottak, a Lajos-szállást Mágocstól észak-nyugatra és tőle északra a Lajos-tanyát. A Lajos-tanyával egyvonalban, attól keletre egy további gazdasági udvar is létesült Szoltantér major néven.
A ma 4446-os számmal jelölt egykor Arad irányából Orosházán és Szentesen át Pestre vezető "Göbölyhajtó" út és a későbbi, az uradalmi központot Nagykirályság-pusztával összekötő bekötőút kereszteződésénél állt a 16. században már öreg csárdaként emlegetett, egykori Ujváros Csárda (Ujvaros W.H. aka Wirtshaus), amely több történelmi térképen is szerepel és a néphagyomány szerint Rózsa Sándor egyik kedvenc kocsmája volt.
A térképeken követhető az Újvárostól északra elterülő Nagykirályság-puszta déli részének benépesülése. A Kiskunfélegyháza-Orosháza vasútvonal Szentes-Orosháza szakaszát 1906-ban adták át a forgalomnak. Újvárosnál vasúti megálló kialakítására került sor. A közlekedési infrastruktúra kiépülése tovább növelte a terület vonzerejét.
Időközben Gádoros is jelentős lélekszámnövekedést ért el, és 1909. áprilisában az orosházi főszolgabírói hivatal kérte Derekegyháza községet, hogy Kiskirályságot, Kis- és Nagyújvárost, valamint Csereszentlászót Gádoroshoz csatolhassa. A kérést elutasították. Egy évvel később Szentes szerette volna elcsatolni mindenestül Újvárost és Királyságot, de ebből sem lett semmi.

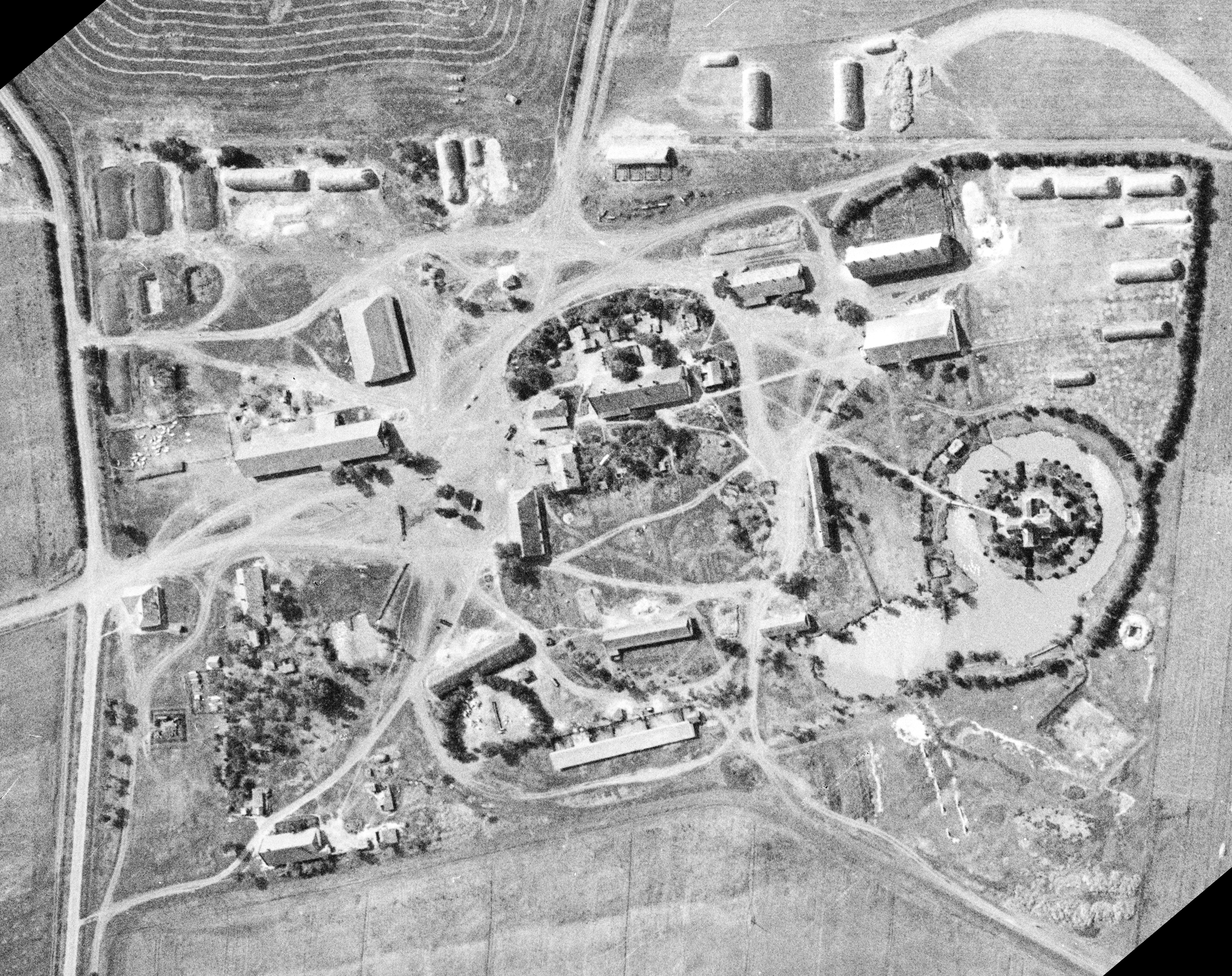
Nagy Újváros Major (volt Szász bírtok) TSZ központ 1961-ben egy katonai légifelvételen

1910-ben a Károlyi örökösök megegyezés híján inkább értékesítették a birtokot. A Nagy Újvárosi Major 206 holdja ekkor a Szász család birtokába került, akik ügyes gazdálkodással a '30-as évek végére 520 holdra növelték tulajdonukat a környéken (főleg résztulajdonokkal legeltetési társulásokban). A major kúriája mellé artézi kút által táplált halastó létesült, melynek szigetén a tulajdonos Szász Imre saját tervei alapján kereszt alapterületű kastélyt emeltek.
A többi felparcellázott területre nagyszámú új tulajdonos költözött be családjával, akiknek közigazgatási ellátása komoly nehézséget okozott a Nagymágocsi és Derekegyházi községi tanácsoknak, ezért 1914-ben elhatározták, hogy az Újvárosi Csárda ingatlanján községházát, cselédlakásokat, népiskolát és melléképületeket építenek "Derekegyház község nagyújvárosi elöljárói kirendeltsége" céljára, de a háború miatt ez a terv sosem valósult meg.
1922-ben Szász Imre a vasútállomás és a major közötti, valamint az Orosháza irányába vezető bekötőutat hengerelt kőburkolattal látta el.
1927-ben Klebelsberg Kuno és az ekkor már községi tanácstag Szász Imre támogatásával egytantermes népiskola épült a Nagyújváros majorral átellenben, a Göbölyhajtó út sarkára. Az iskola, amelyben László Jenőné Dimák Ilona 1929-től közel négy évtizedig tanította a környékbeli gyerekeket 1-8. osztályig (sokszor 70-80 főt), egyben az otthona is volt, az 1960-as évek végéig működött.
A II. világháború alatt a majorban német katonákat szállásoltak el. 1945-ben a major mellett egy páncélos találatot kapott, amelyben Krúdy László főhadnagy és négy honvéd életét vesztette.
1947-ben az akkori tulajdonos Szász Károly kényszer hatására "önként" átadta a birtokot a későbbi Újvárosi Lenin Termelőszövetkezetnek, amely a kastélyt és a kúriát tette meg központjává. Az 1960-as évek közepére a népes tanyavilág elnéptelenedett, mindössze 9 lakott tanya maradt a környéken. 1976-ban a TSZ átköltözött Árpádhalom központjába. A leromlott, elhanyagolt épületek állagromlása az 1980-as évek elejére olyan szintűvé vált, hogy azokat lebontották, majd az egész major területét beszántották. Még a bekötőutak kőanyagát is felszedték és elhordták.
A rendszerváltás után földárveréseken osztották ki a területet. Ekkorra már csak hat tanya volt lakott.
Az út északi oldala, Nagykirályság-puszta déli része – noha történelmileg sosem tartozott Újvároshoz – infrastrukturálisan mégis ahhoz kapcsolódott. A környékbeli tanyákból a gyerekek oda jártak iskolába, ott volt a bolt és 1935-ig a községi intéző is. A vasútállomás neve is "Újváros" volt, így az 1954-ben alapított állami gazdaságot is Újvárosi Állami Gazdaság névre keresztelték. Ennek központját korábbi tanyák helyére telepítették és az 1950-es évek végén egy sor ikerházat építettek, melyekben szolgálati lakásokat alakítottak ki. Később még egy sor ikerház épült. Ez ma Eperjes Újváros-Nagykirályság nevű külterületi településrésze.
1956-ban létrehozták Árpádhalom községet és a vasúttól délre eső területeket is hozzácsatolták. Ezzel az iskola is Árpádhalomhoz került, de az eperjesi területen, az állami gazdaság szolgálati lakásaiban és a környező tanyákon élő gyerekek továbbra is ide jártak. A megnövekedett lélekszám miatt az iskola túlzsúfolttá vált, ezért az állami gazdaság a telep területén általános iskolát és óvodát épített. Az iskola 1958-ban, az óvoda 1960-ban nyílt meg. Az első évben az új iskola csak alsó tagozattal működött, majd 1961-ben az Újváros-Árpádhalmi iskolát az új iskola tagiskolájává tették és innentől ebben már csak két alsó tagozat működött, a két csoportra osztott felső tagozat az új iskolában kapott helyet.
1962-ben az Újvárosi Állami Gazdaságot hozzácsatolták a Pankotai Állami Gazdasághoz, amely az iskolát átadta a járási művelődési osztálynak. Végül 1979-ben szűnt itt meg teljesen az oktatás.

## Jelene
Újváros ma Árpádhalom és Eperjes községek között oszlik meg. Mindkét település csak kerülőúton érhető el. Tömegközlekedéssel csak átszállással. Az ikerházak ma magántulajdonban vannak, de a vízellátó rendszer és az áramhálózat a Pankotai Agrár Zrt. tulajdonában van. A házak jó része üresen áll. Élelmiszerüzlet nincs. A vasút ma már csak két járatpárt üzemeltet. A déli oldalon már csak egy tanya lakott állandó jelleggel. További négyben időszakosan tartózkodnak.